# Porterandia subsessilis
Porterandia subsessilis är en måreväxtart som först beskrevs av Theodoric Valeton, och fick sitt nu gällande namn av Henry Nicholas Ridley. Porterandia subsessilis ingår i släktet Porterandia och familjen måreväxter. Inga underarter finns listade i Catalogue of Life.